# IAB-Meteoriten
Die IAB-Meteoriten bilden aufgrund ihrer chemischen Zusammensetzung eine Gruppe der Eisenmeteoriten. Ihre verschiedenen Silikateinschlüsse rücken sie in die Nähe primitiver Achondrite. Überdies besteht eine Verwandtschaft zu kohligen Chondriten und Winonaiten.

## Bezeichnung
Die IAB-Meteoriten, auch IAB-Komplex, gehören zur Gruppe I der Eisenmeteorite. Sie bildeten ursprünglich die beiden Gruppen IA und IB, wurden aber wegen ihrer chemischen Ähnlichkeiten (es bestehen Übergangsglieder) letztendlich zu IAB amalgamiert.

## Beschreibung

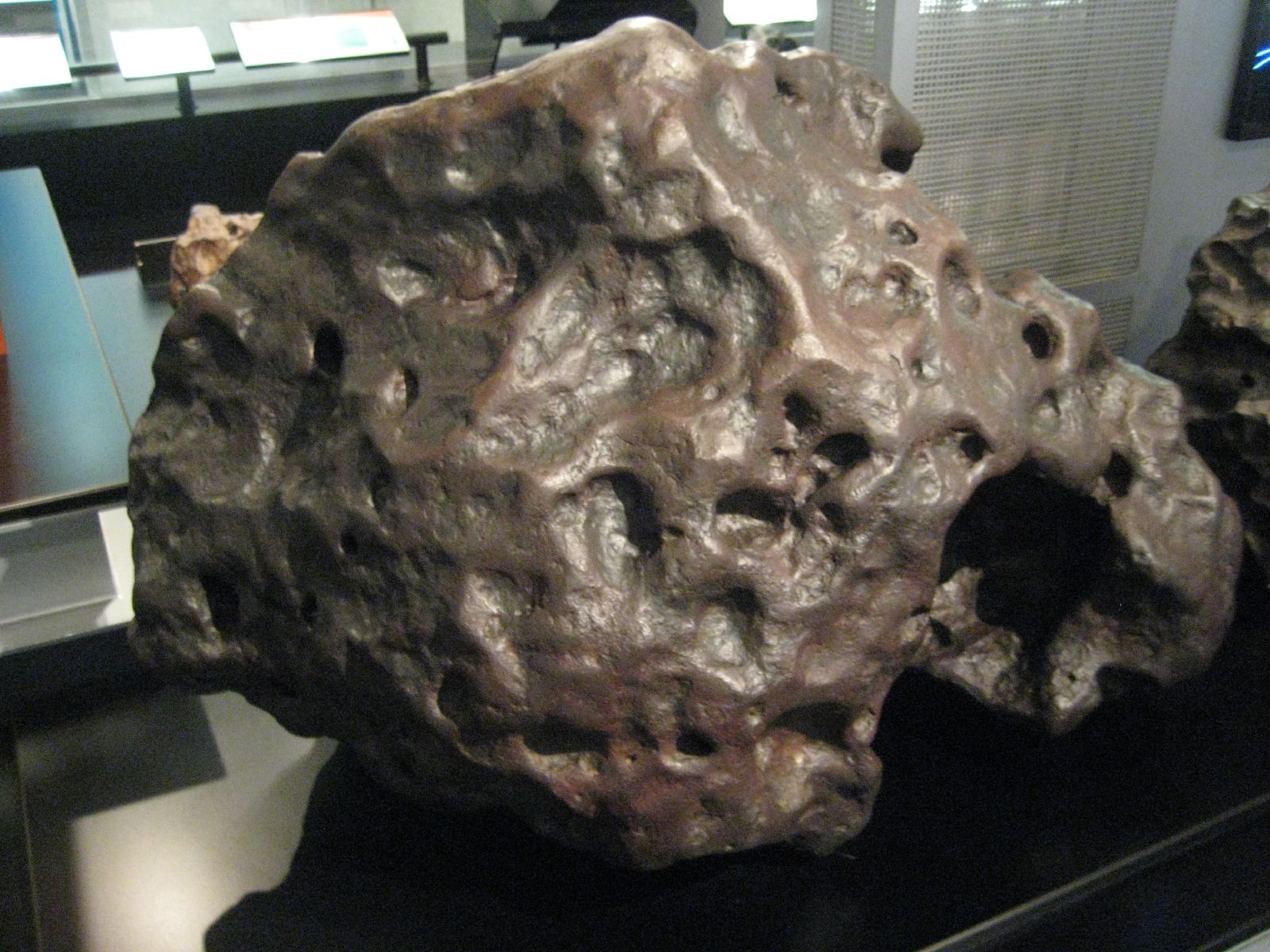
Der Goose-Lake-Meteorit, ein IAB-Meteorit der sLL-Untergruppe

Die IAB-Meteoriten werden mineralogisch vorwiegend aus meteorischem Eisen (Minerale Kamacit und Taenit) sowie silikatischen Einschlüssen aufgebaut. Nach der strukturellen Klassifikation der Eisenmeteorite gehören sie in der Überzahl zu den  mittleren bis groben Oktaedriten mit deutlichen Widmanstätten-Strukturen (Gruppen Om und Og mit 0,5 bis 3,3 Millimeter breiten Kamacitleisten). Es treten aber auch Hexaedrite und selbst Ataxite innerhalb des IAB-Komplexes auf. Die Silikateinschlüsse können Kalzium-reiche und Kalzium-arme Pyroxene, Olivin und Plagioklas enthalten. Als Einschlüsse fungieren auch Troilit, Graphit, verschiedene Phosphate, meteorisches Eisen sowie Spuren von Daubréelith und Chromit.
IAB-Meteorite ähneln in ihrer Zusammensetzung sehr stark den bereits angeführten Winonaiten und den IIICD-Meteoriten, ob sie jedoch aus dem gleichen Asteroiden stammen, ist unklar.

## Klassifizierung

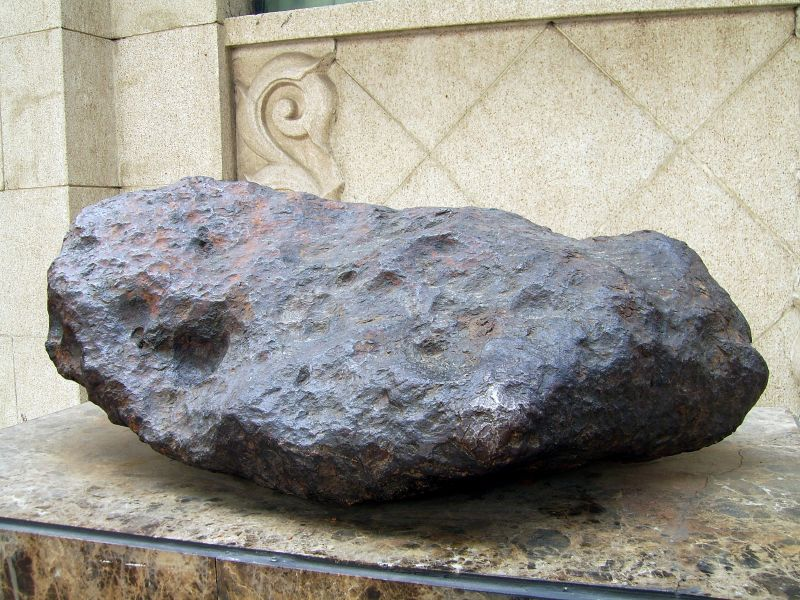
Der Nantan-Meteorit aus Guangxi in China

Der IAB-Komplex setzt sich neben der IAB-Hauptgruppe (IAB-MG) aus verschiedenen Untergruppen und Grüppchen (engl. grouplets) zusammen:
- sLL-Untergruppe
- sLM-Untergruppe (wurde früher als IIIC-Gruppe bezeichnet)
- sLH-Untergruppe (vormals IIID-Gruppe)
- sHL-Untergruppe
- sHH-Untergruppe (enthält das Gay-Gulch-Trio)
- Udei-Station-Grüppchen
- Pitts-Grüppchen
- Algarrabo-Duo
- Mundrabilla-Duo
- Britstown-Duo
- NWA-468-Duo
- Twin-City-Duo
- mit den IAB-Meteoriten verwandte Einzelstücke

### Geochemie
Die vom IAB-Komplex überschrittenen, charakteristischen Grenzwerte sind:
- Nickel > 5, 5 %
- Gold > 1,3 ppm
- Arsen > 10 ppm
- Kobalt > 3,9 ppm
- Antimon > 0,18 ppm

## Ursprung
Über den Ursprung der IAB-Meteoriten gehen die Ansichten nach wie vor auseinander. Generell wird ihnen eine nichtmagmatische Entstehungsweise zugedacht. Die Schmelzen, aus denen sie hervorgingen waren vielmehr durch Impaktereignisse erzeugt worden, so dass Schmelze-Kristallisat-Fraktionierungseffekte nur eine unwesentliche Rolle spielen konnten. Andere Entstehungsmodelle wiederum bedienen sich eines magmatischen Fraktionierungsprozesses, wobei die Schmelzenthalpie durch radioaktiven Zerfall von 26Al geliefert worden sein soll. Kelly und Larimer (1977) vertreten die Ansicht, dass der IAB-Komplex auf sukzessive Schmelzabsonderungen eines chondritischen Ausgangskörpers zurückzuführen sei.

## Bedeutende Fundstücke

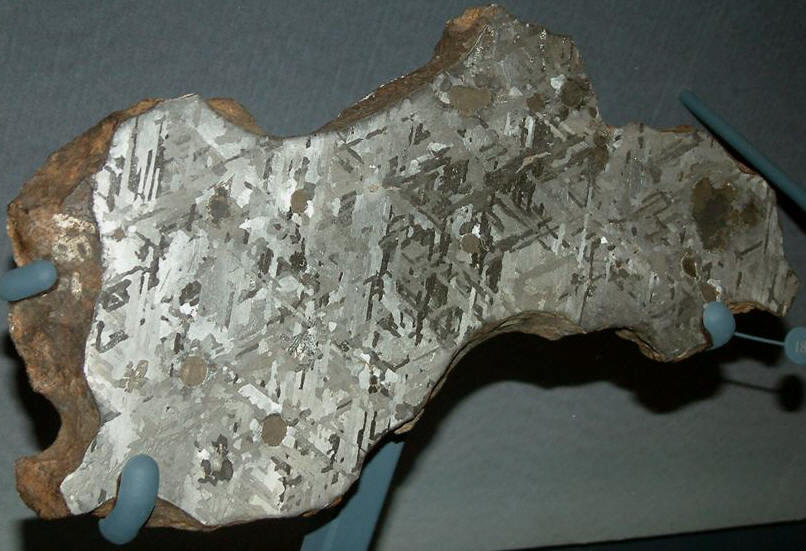
Angeätzter Anschnitt des Canyon-Diablo-Meteoriten

Als bedeutende Fundstücke unter den IAB-Meteoriten sind anzuführen:
- Canyon-Diablo-Meteorit
- Mundrabilla-Meteorit
- Goose-Lake-Meteorit
- Pitts-Meteorit
- Udei-Station-Meteorit
- Nantan-Meteorit